# جوني سفن
جوني سفن (بالإنجليزية: Johnny Seven)‏ هو مغني وممثل أمريكي، ولد في 23 فبراير 1926 ببروكلين في الولايات المتحدة، وتوفي في 22 يناير 2010 في الولايات المتحدة بسبب سرطان الرئة.

## أعمال

### أفلام
- (1960) الشقة

## وصلات خارجية
- جوني سفن على موقع IMDb (الإنجليزية)
- جوني سفن على موقع تيرنر كلاسيك موفيز (الإنجليزية)
- جوني سفن على موقع أول موفي (الإنجليزية)
- جوني سفن على موقع قاعدة بيانات الفيلم (الإنجليزية)